# Fauna

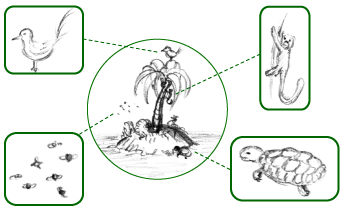
Schema semplificato di fauna insulare

Fauna è un termine utilizzato per indicare l'insieme delle specie animali che risiedono in un dato territorio o in un particolare ambiente, in un preciso periodo storico o geologico.

## Concetto scientifico di fauna

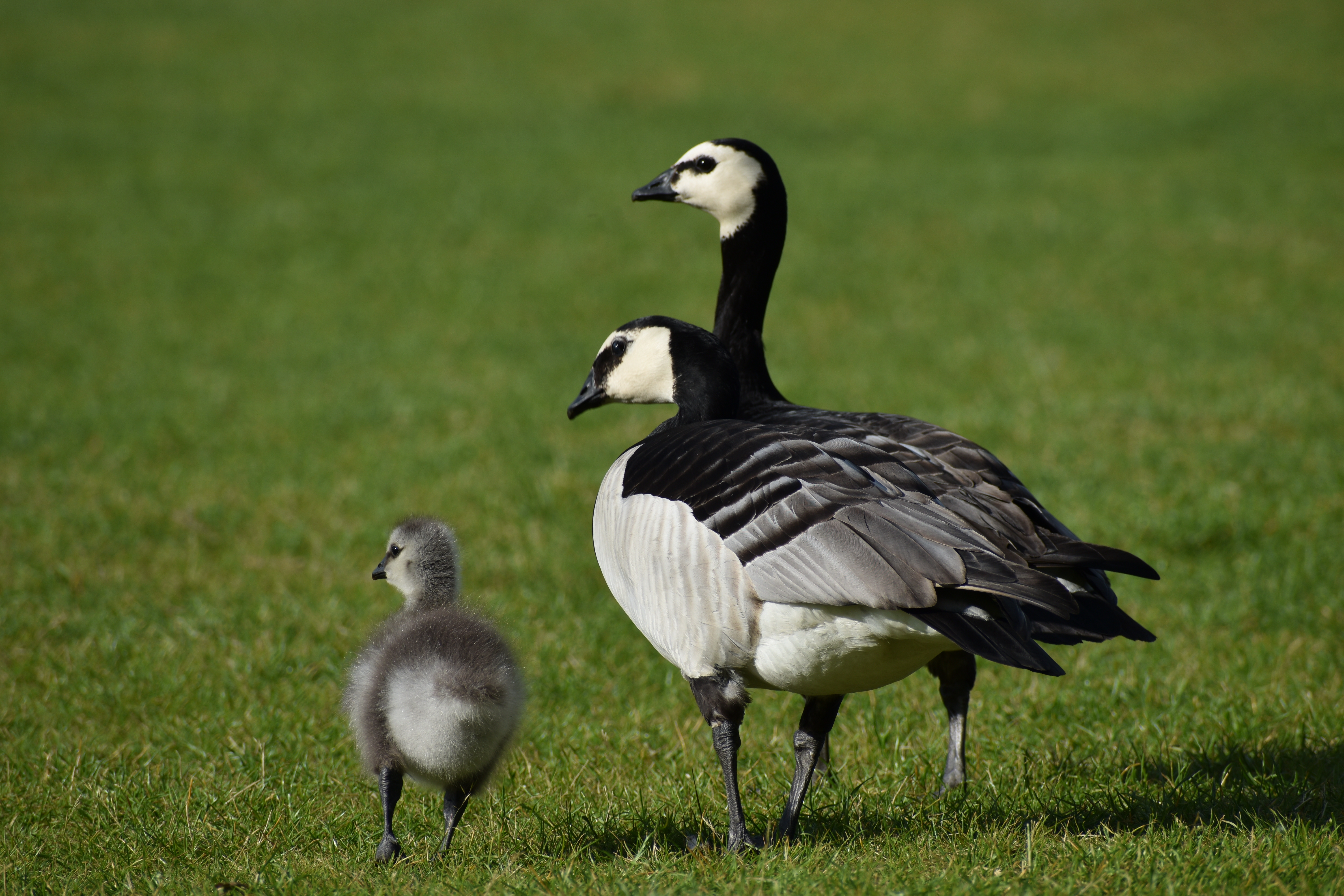
Gli uccelli selvatici rientrano nella categoria di fauna denominata "Avifauna".

In senso scientifico e naturalistico, il concetto di fauna risulta essere: "l'insieme di specie e di popolazioni animali, vertebrati ed invertebrati, residenti in un dato territorio ed inserite nei suoi ecosistemi; essa può comprendere le specie autoctone e le specie immigrate divenute ormai indigene, come pure le specie introdotte dall'uomo ed andate incontro ad indigenazione; non fanno parte della fauna gli animali domestici e di allevamento."
Questa definizione di fauna si basa su tre aspetti fondamentali che la caratterizzano: la dinamicità, la storicità e l'interattività. La fauna di un territorio, infatti, non è statica ma dinamica, cioè muta col trascorrere del tempo a causa dei processi di estinzione, evoluzione, speciazione e sostituzione, determinati da fattori naturali e sempre più antropici.
Per appartenere ad una fauna una specie o una popolazione deve far parte integrante dell'ecosistema che la ospita, si deve automantenere e trovare perfettamente inserita in una catena alimentare e quindi all'interno di quei flussi energetici che regolano gli equilibri di quell'ecosistema. Per questo motivo ne fanno parte soltanto le specie stanziali o di transito abituale (animali migratori che ritornano in quel luogo più o meno regolarmente) cioè quelli che partecipano ai meccanismi della biocenosi. Il concetto di fauna, inteso sempre scientificamente, equivale pertanto al termine di "fauna selvatica", poiché, per i motivi appena citati, non può esistere una "fauna domestica".
Gli elementi costituenti la fauna di un territorio possono così essere distinti in due categorie: le specie autoctone e le specie alloctone. Le specie autoctone sono quelle originariamente presenti nella regione, che hanno quindi subito una speciazione nel luogo in cui si trovano a partire da elementi forniti dal territorio stesso. Appartengono a questa categoria le specie endemiche.
Le specie introdotte sono quelle originatesi in altri regioni e che, successivamente, sono immigrate o inserite per cause antropiche in quel territorio, trovando degli ecosistemi adatti al proprio mantenimento ed inserendosi nei flussi energetici che ne regolano l'equilibrio spesso a svantaggio delle specie autoctone.
Queste ultime possono essere suddivise in:
- accidentali – animali che sfuggono agli allevamenti (ad es. la nutria e il visone americano per la fauna italiana)
- intenzionali – come la tartaruga americana, il gambero rosso, il persico trota e le numerose specie ittiche importate dal nord America e altri continenti per popolare le acque interne italiane per la pesca sportiva e a pagamento.ecc.